# Вертикальная передняя рукоятка

Steyr AUG A1 изначально комплектуется передней рукояткой.

Steyr AUG A3 изначально монтируется планками Пикатинни, к которым могут быть прикреплены различные аксессуары, включая переднюю вертикальную рукоятку.

Вертикальная передняя рукоятка (англ. Vertical forward grip) — вертикальная рукоятка, созданная для крепления к ручному стрелковому оружию как дополнительный аксессуар. Вертикальная передняя рукоятка крепится к передней части ствола оружия и служит для лучшего удержания оружия стрелком, позволяя лучше наводить оружие на цель и удерживать отдачу от выстрелов.
Вертикальная передняя рукоятка в большинстве случаев крепится к оружию при помощи системы рельсового интерфейса, однако некоторые образцы оружия имеют изначально интегрированную в них переднюю рукоятку (например, Steyr AUG A1).

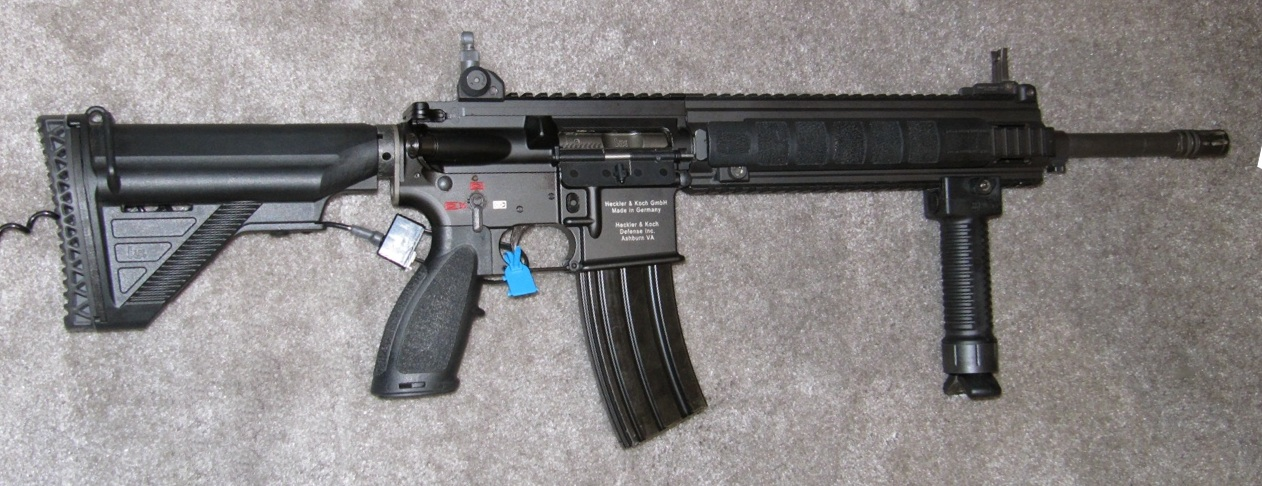
Рукоятка GripPod на винтовке M27 IAR. Видны выступающие снизу башмаки складной сошки, сложенной внутрь рукоятки.

Вертикальные передние рукоятки могут иметь слоты для выносных кнопок включения фонарей и ЛЦУ, внутреннюю полость для хранения запасных батареек или мелкого ЗИП, иногда могут быть объединены с кронштейном для фонаря. Другой получающий распространение вариант — комбинация вертикальной рукоятки и сошки. При этом выдвижные лапы сошки могут находиться внутри полости основной рукоятки (с выдвинутой сошкой функциональность рукоятки сохраняется, вся система выглядит как перевернутое Y, система GripPod) либо рукоятка состоит из двух полукруглых телескопических половинок и в разложенном виде выглядит как обычная сошка — перевернутое V.

## Законность рукоятки на пистолетах в США
Легальность вертикальных передних рукояток на пистолетах в США остаётся неясной. В США стрелковое оружие проходит категоризацию в соответствии с национальным актом об оружии и на оружие, изготовленное со специфичными особенностями, распространяются ограничения и контроль. В случае с вертикальной передней рукояткой для пистолетов закон не имеет чёткого недвусмысленного определения, к какой категории относится такой аксессуар.
В мае 1993 года, в ответ на правовые иски со стороны Бюро по алкоголю, табаку и огнестрельному оружию (BATF), районный суд Южной Каролины пришел к выводу, что если пистолет модифицирован дополнительной вертикальной передней рукояткой, то он всё ещё считается пистолетом, а не каким-либо другим оружием. Вслед за этим BATF отозвал свои обвинения.
В открытом письме, обращённом к обладателям Federal Firearms License (в основном лицензии на коммерческое происводство и/или торговлю оружием и/или боеприпасами, но также включает лицензию, упрощающую покупку оружия категории Curio & Relic) в апреле 2006 года, BATF предложил свою интерпретацию закона. Согласно его убеждению, установка вертикальной передней рукоятки на пистолет относит это оружие в категорию «Any Other Weapon» (Любое другое оружие) и подлежит регистрации и налогообложению со значительным наказанием за изготовление и хранение такого оружия без регистрации.